# Иванчице
Иванчице (чеш. Ivančice) или Эйбеншиц (нем. Eibenschütz) — город Южноморавского края Чехии. Находится в историческом регионе Моравия в горном Чешском массиве.
Расположен у слияния рек Ослава и Рокитна в районе Брно-пригород в 21 км к юго-западу от Брно.

## Население
Население на 1 января 2021 года — 9 854 человека. Площадь — 47,61 км².
| Год  | Численность | Численность |
| ---- | ----------- | ----------- |
| 1869 | 6796        | [ 10 ]      |
| 1880 | 6513        | [ 10 ]      |
| 1890 | 6989        | [ 10 ]      |
| 1900 | 7265        | [ 10 ]      |
| 1910 | 7777        | [ 10 ]      |
| 1921 | 7999        | [ 10 ]      |
| 1930 | 8513        | [ 10 ]      |
| 1950 | 8040        | [ 10 ]      |
| 1961 | 8154        | [ 10 ]      |
| 1970 | 8558        | [ 10 ]      |
| 1980 | 9746        | [ 10 ]      |
| 1991 | 9448        | [ 10 ]      |
| 2001 | 9350        | [ 10 ]      |
| 2011 | 9468        | [ 10 ]      |
| 2014 | 9580        | [ 11 ]      |
| 2016 | 9606        | [ 12 ]      |
| 2017 | 9678        | [ 13 ]      |
| 2018 | 9697        | [ 14 ]      |
| 2019 | 9742        | [ 15 ]      |
| 2020 | 9760        | [ 16 ]      |
| 2021 | 9854        | [ 17 ]      |
| 2022 | 9737        | [ 18 ]      |
| 2023 | 9888        | [ 19 ]      |
| 2024 | 9971        | [ 7 ]       |

## История
Впервые упоминается в 1221 году, с 1288 года имел статус королевского города. В XVI веке был важным центром общины Чешских братьев.
Иванчице — место одного из старейших и наиболее важных еврейских общин в Моравии. В бывшем еврейском квартале до наших дней сохранилась Имперская синагога, а к северу от города находится местное кладбище, одно из старейших и крупнейших еврейских кладбищ в Моравии.

## Города-партнёры
- Радовлица Словакия
- Сладковичово Словакия
- Ступава Словакия
- Суайо Франция
- Александров-Куявский Польша

## Персоны
- Адлер, Гвидо — музыковед, музыкальный критик
- Ян Благослав, епископ Чешских братьев, автор чешской грамматики и переводчик Нового Завета с греческого и латыни на чешский язык жил в Иванчице.
- Гложек, Адам — чешский футболист.
- Крейчикова, Барбора — чешская теннисистка, бывшая первая ракетка мира в парном рейтинге.
- Кульда, Бенеш Метод — моравский писатель-патриот (будитель), священник, этнограф и публицист.
- Маречек, Лукаш — чешский футболист.
- Меншик, Владимир — Народный артист ЧССР.
- Муха, Альфонс — чешский живописец.
- Новотный, Вацлав — историк.
- Файксова, Тереза — чешская модель, победительница международного конкурса красоты «Мисс Земля» 2012
- Эйбешюц, Йонатан — раввин, каббалист и знаток талмуда.
- Карел Старший из Жеротина — политик, писатель, филантроп.

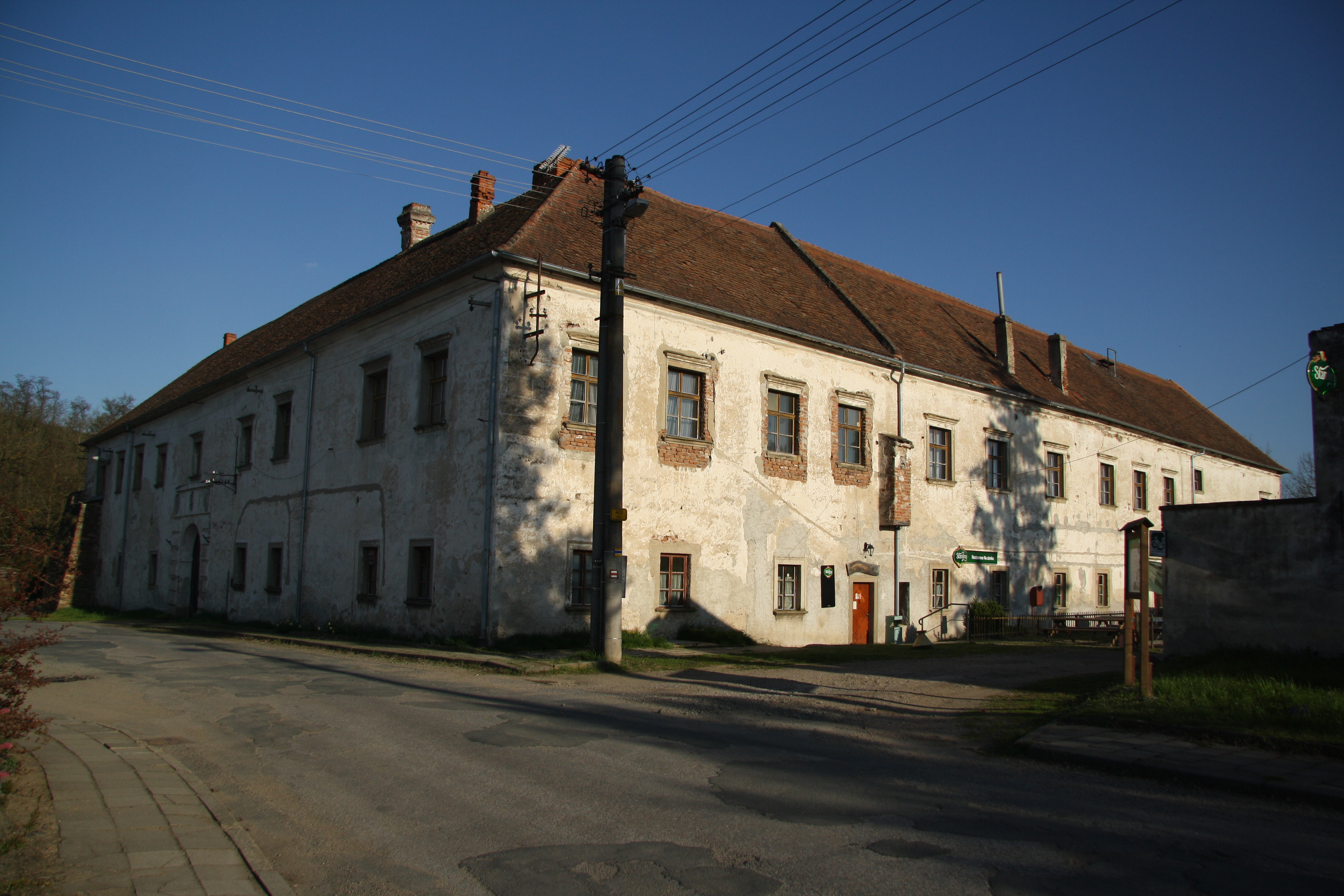
Замок Грубшице
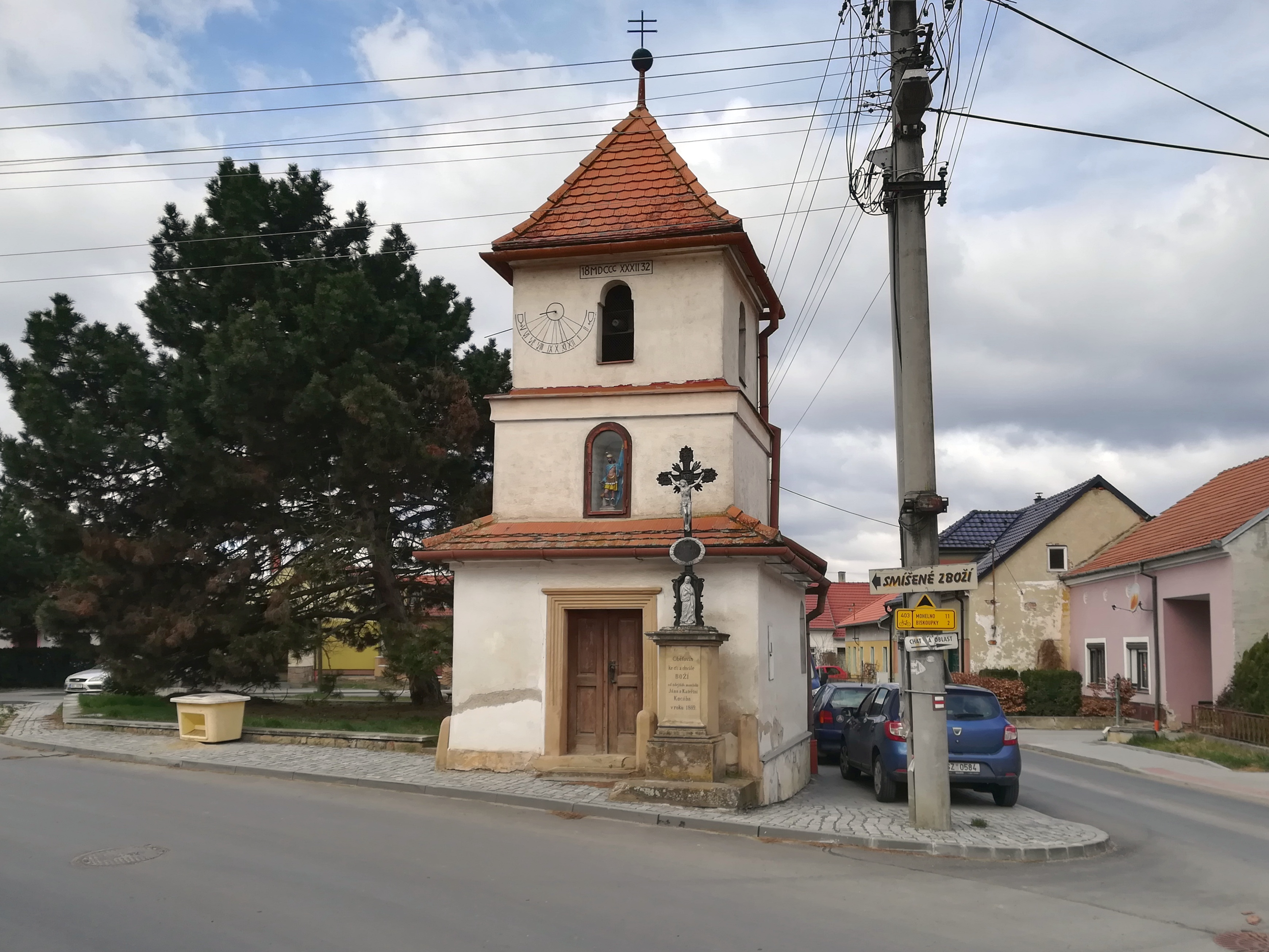
Капелла Девы Марии
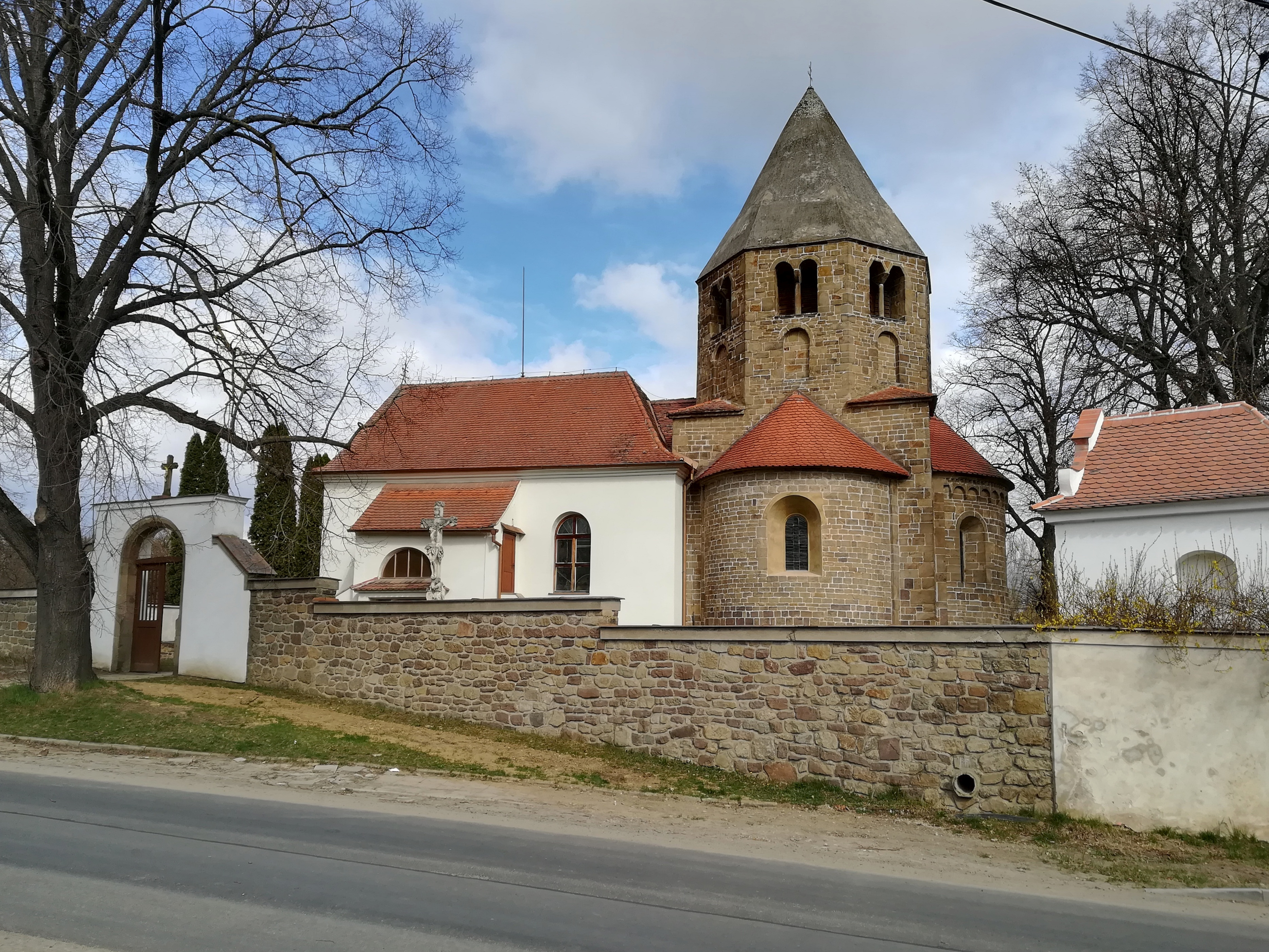
Костёл Святых Петра и Павла
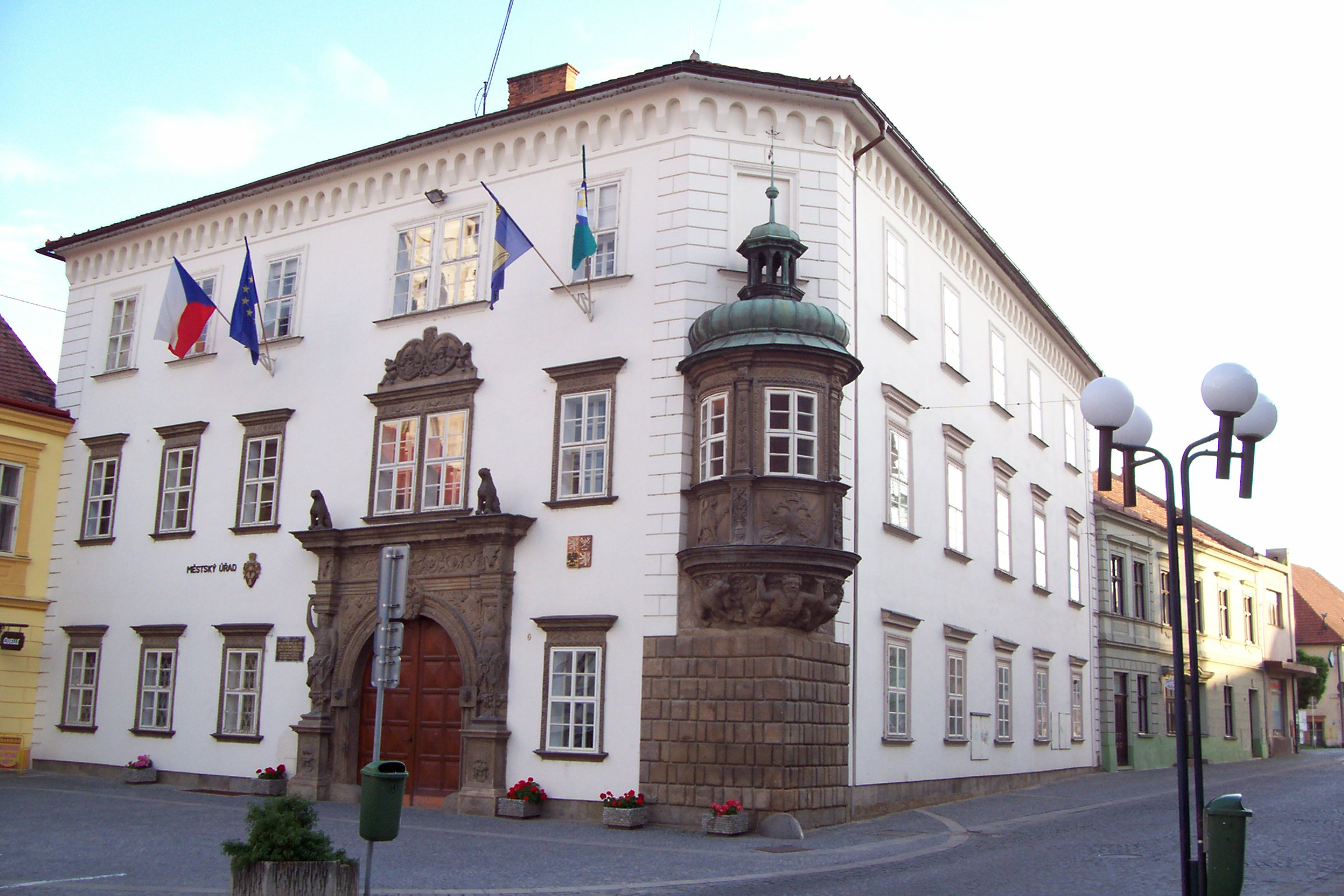
Дом панов из Липы
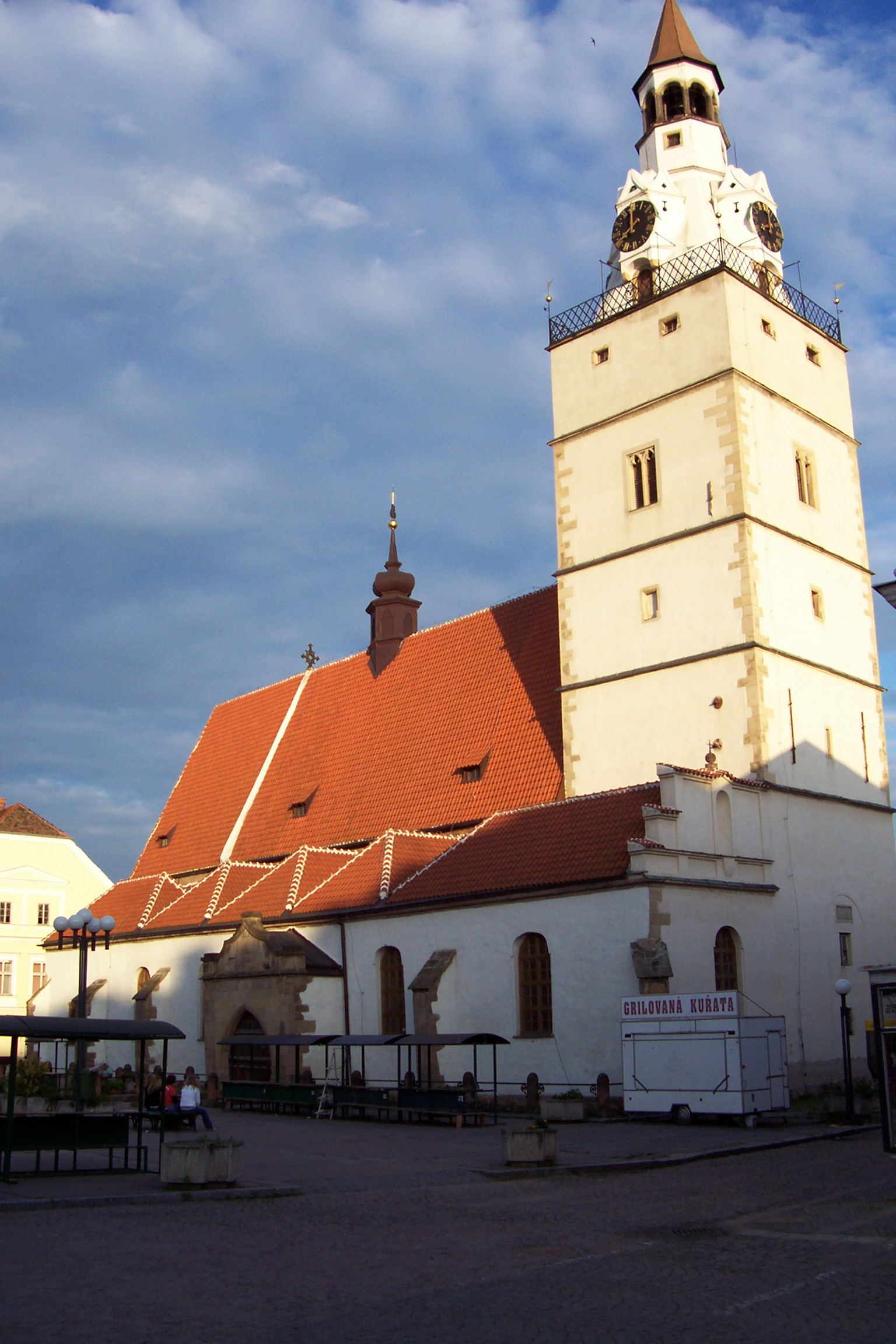
Костёл Вознесения Девы Марии
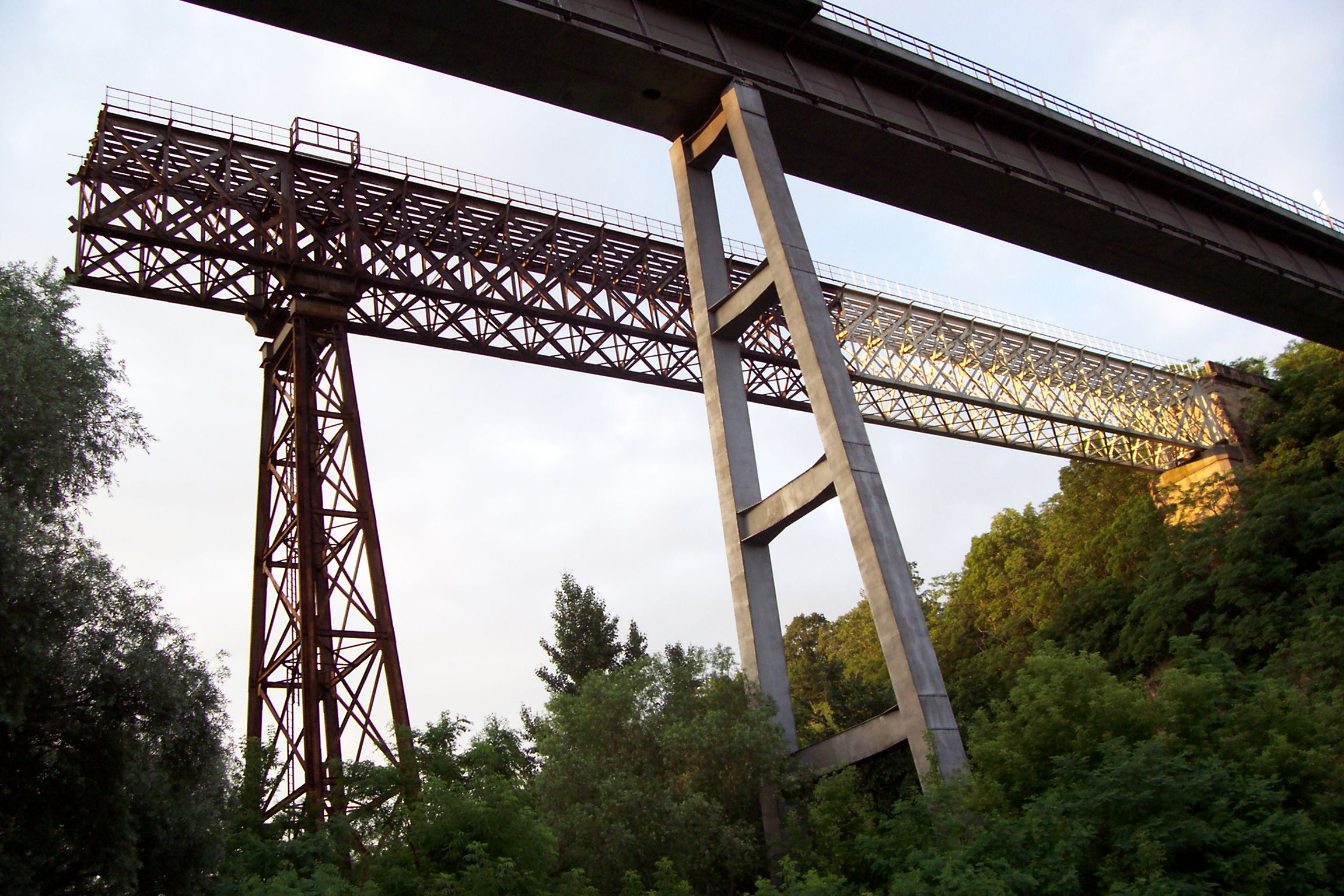
Руины виадука
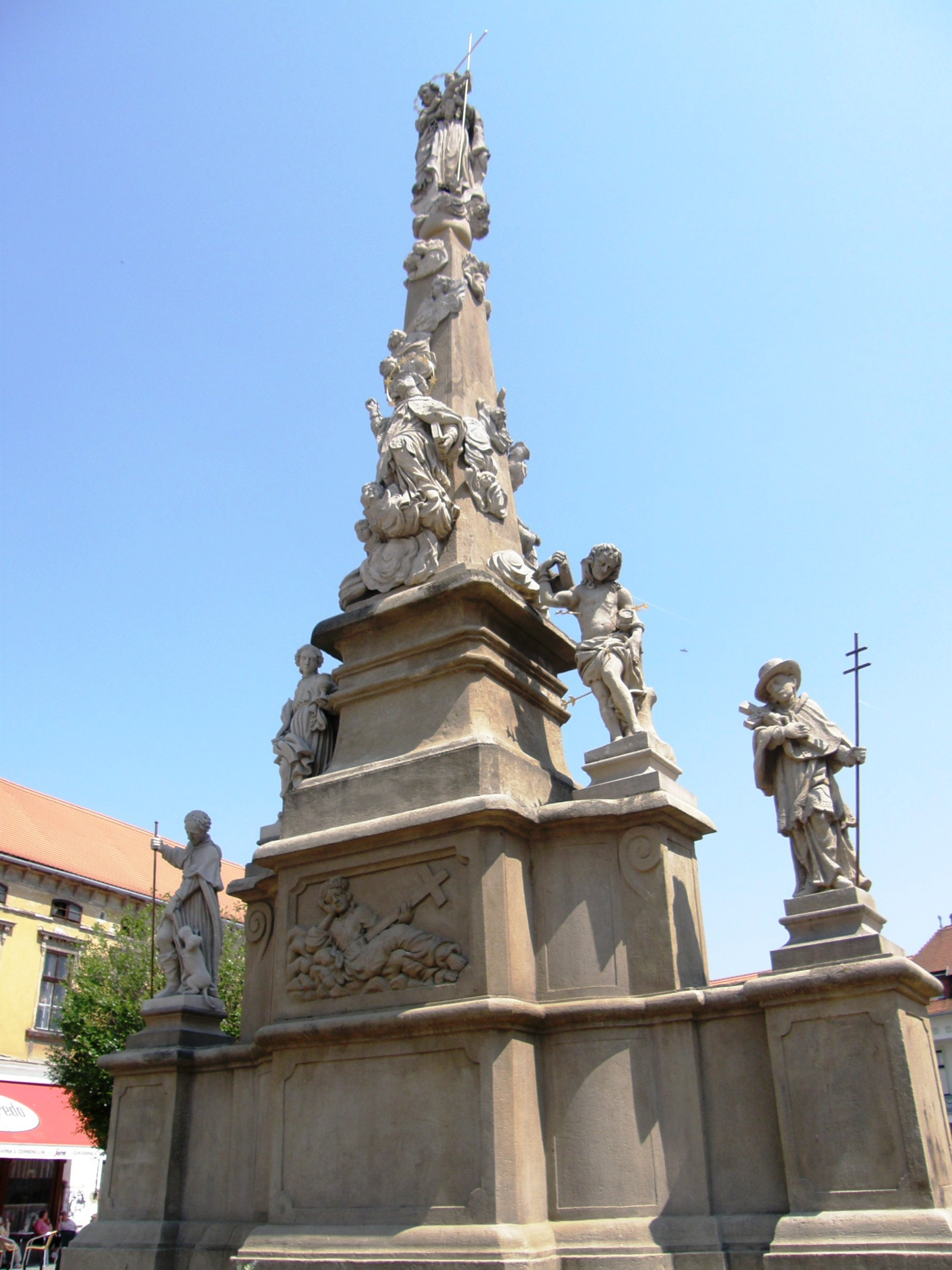
Марианская колонна XVIII века
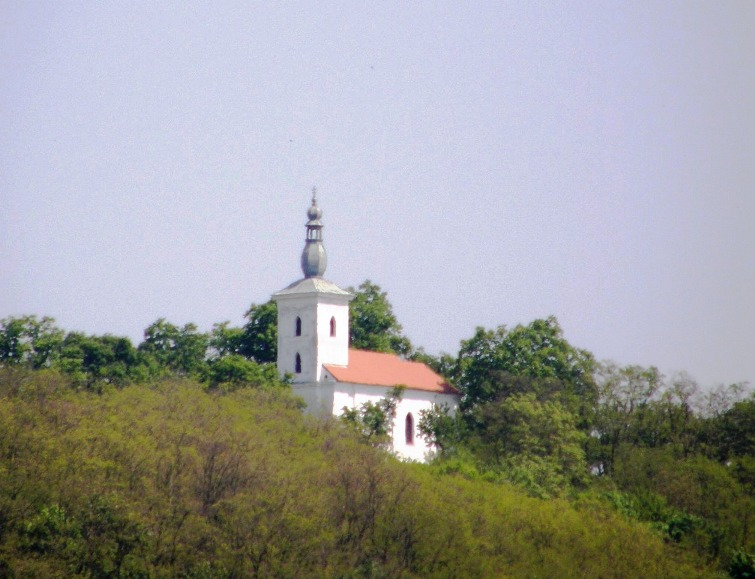
Капелла Святого Якуба — самая высокая точка над Иванчицами
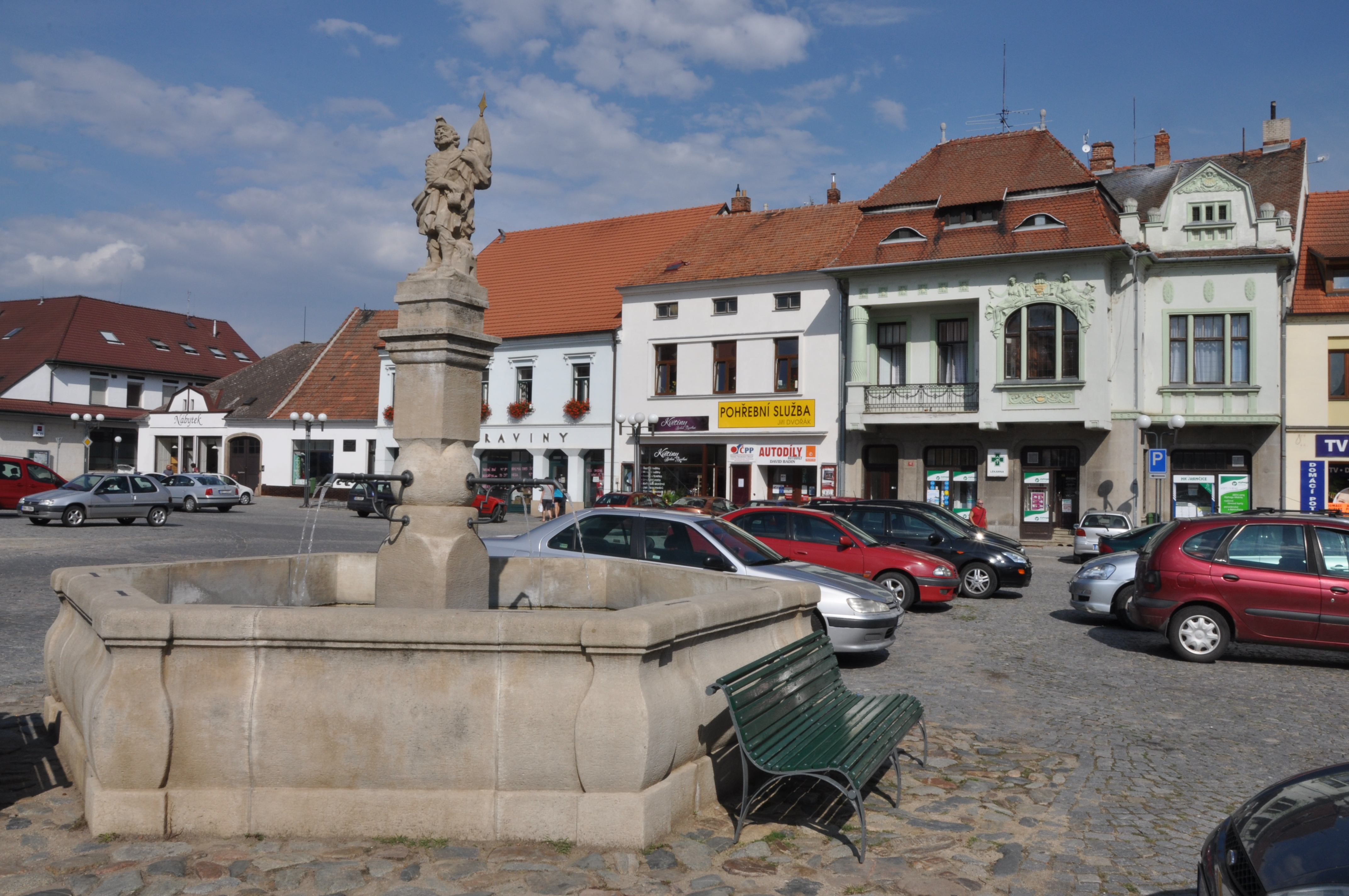
Фонтан со скульптурой Святого Флориана
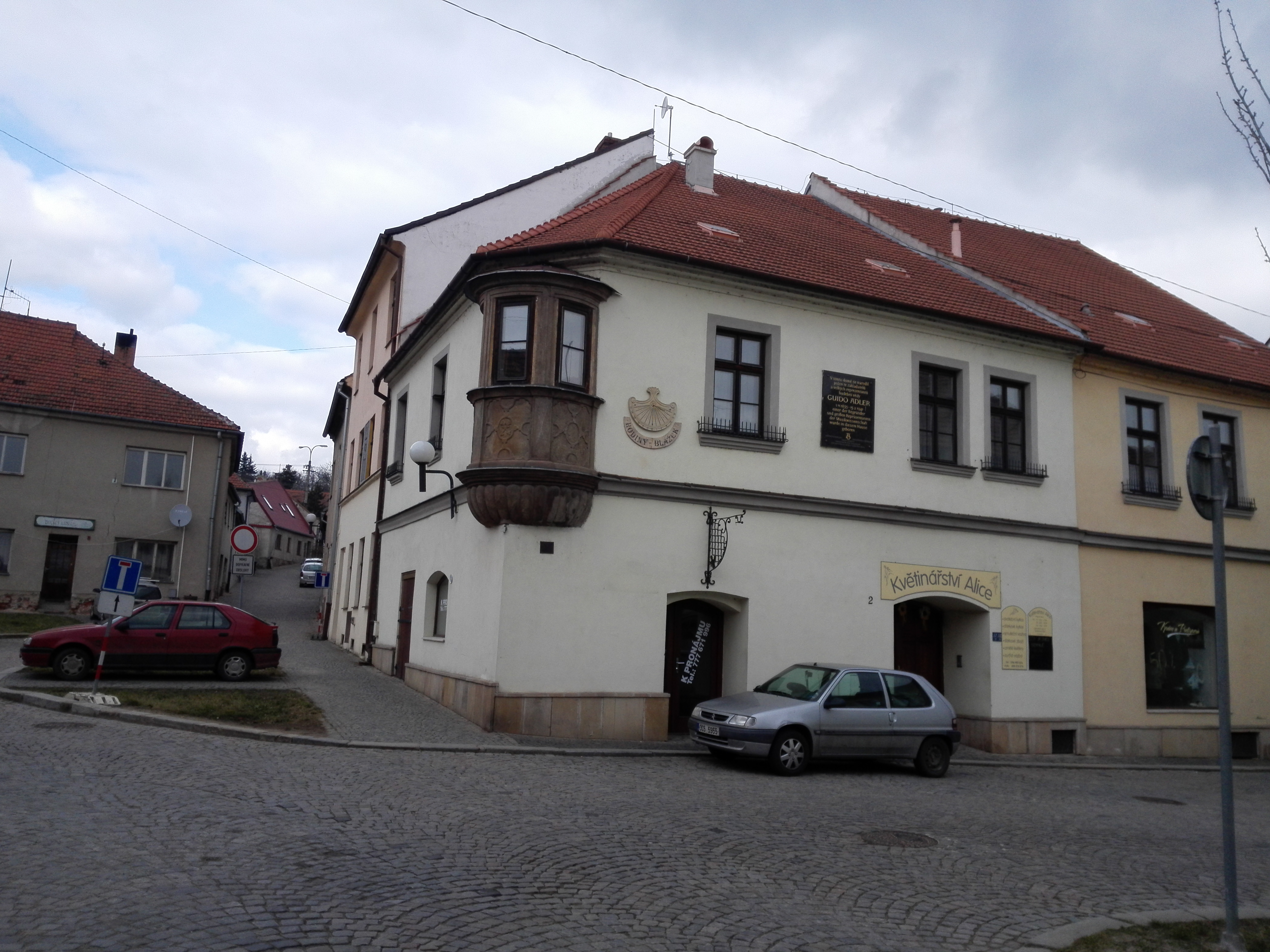
Старая еврейская ратуша